# Harald-Alexander Klimek

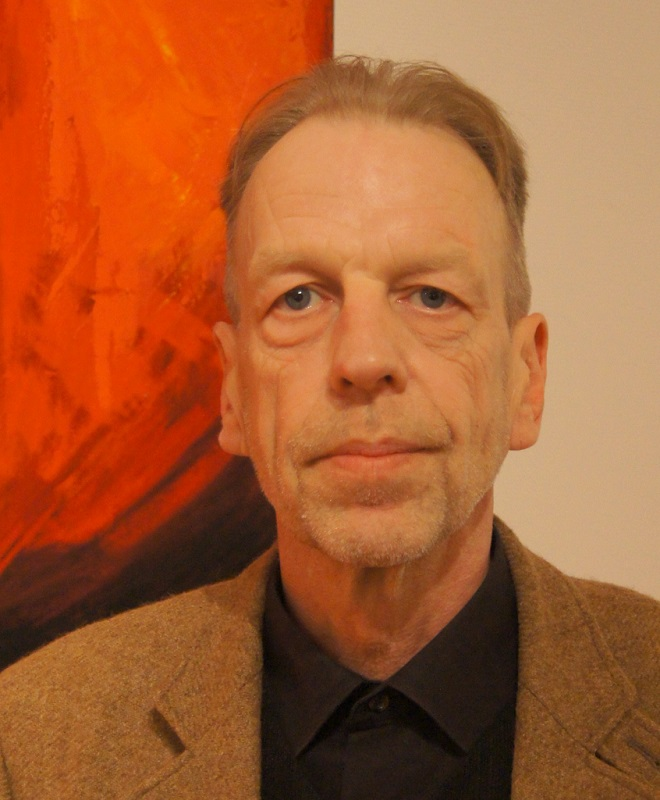
Harald-Alexander Klimek (2018)

Harald-Alexander Klimek (* 3. Oktober 1959 in Frankenthal (Pfalz)) ist ein deutscher Maler, Zeichner, Grafiker, Illustrator und Collageur.

## Leben und Wirken
Nach der Lehre zum Bauzeichner in den Jahren 1979–1982 studierte er 1983–1988 Kommunikationsdesign und Grafik an der Fachhochschule für Gestaltung in Darmstadt-Mathildenhöhe, war im Jahr 1988 als Stipendiat im Fulbright-Programm in den Vereinigten Staaten und studierte in den Jahren 1988–1990 Malerei und Druckgrafik am Pratt Institute in New York City. Im Jahr 1990 schloss er das Studium als Master of Fine Arts (M.F.A.) ab, kehrte heim, beantragte im Jahr 2000 in Berlin die Fördergabe der Stiftung Kulturfonds der neuen Bundesländer und lebte fortan als freischaffender Künstler in Berlin, Speyer und jetzt in dem heimatlichen Frankenthal.

## Kunstwerke (Auswahl)

### Malerei
- 1999: Das Einhorn
- 2002: Sterne des Verlangens
- 2002: Royal Car Crash
- 2006: Atomic Child
- 2007: Vanitas rot
- 2009: Seher
- 2011: Mutter und Kind
- 2011: Drei auf einen Streich
- 2012: Chinese Mailorder

### Grafik
- 1995: In der blauen Ente
- 1999: Madame
- 1999: Der Schneckenkoch
- 2000: Die Wasserbettler
- 2000: Maremma-Stier liegend
- 2000: Der Hirsch, Il Cervo, Italien
- 2006: Sterbender Spartaner
- 2010: Deerhound
- 2012: Tante Sofie Charlotte

### Druckgrafik
- 1989: Crak, N. Y.
- 1989: Transvestite, N.Y.
- 2000: Achilles
- 2000: Sabine liebt Spinat
- 2001: I wanna be your dog
- 2004: Blumen der Liebe
- 2012: Heinrich und Henriette

### Illustrationen
- 2004: Der Reporter
- 2005: Des Nachts
- 2005: Twist and shout
- 2009: König Rudolf in Aachen
- 2013: Die Trommel des Lüpplers

## Bücher (Auswahl)
- IMAGES – Retrospektive von Arbeiten USA – Deutschland. Katalog zu einer Ausstellung mit dem Kunstverein e. V. „Die Treidler Frankenthal“ in den Räumen der Dresdner Bank AG. Selbstverlag, Frankenthal 1992.
- mit Jürgen K. Hultenreich, Thomas Günther (Hrsg.): Ich heb’ ein Bein und bin auf einmal Hund. Edition Galerie auf Zeit, Berlin 2000.
- mit Thomas Günther: Iggy und der große Ben. Edition Savod Progress, Berlin 2002, ISBN 3-938457-01-5.
- mit Thomas Günther: Klimek. Selected Works 1993–2002. Edition Galerie auf Zeit, Berlin 2002, ISBN 3-00-008911-X.
- mit Hans-Hendrik Grimmling, Übersetzer M. S. Jones: Argonauts. Corvinus Presse, Berlin 2002, ISBN 3-910172-88-1.
- mit Wilfried Menghin, Otto Dix: Kopfgefässe. Von Angesicht zu Angesicht. Deutscher Kunstverlag, München 2007, ISBN 3-422-06727-2.
- mit Walter Stephan Laux (Hrsg.), Jürgen K. Hultenreich, Wilfried Menghin, Heino Neumayer, Wolfgang Sauré, Armin Schlechter, Peter-Klaus Schuster, John Sillevis: Harald Alexander Klimek. Werkverzeichnis 1959–2010. Deutscher Kunstverlag, München 2010, ISBN 978-3-422-06942-8.
- als Hrsg.: Lichtgestalten, Heldenbilder, Bombenschutt. Ein Katalog zur Ausstellung des Protestantischen Dekanats Frankenthal (Pfalz), 01.05.2015–10.07.2015 in Frankenthal. Verlag Schnell und Steiner, Regensburg 2015, ISBN 978-3-7954-3019-1.
- mit Sabine Schemmrich: Dein Ritter Hultenreich. Werkverzeichnis. Hultenreich + Klimek. 1985–2019. De Gruyter, Berlin 2019, ISBN 978-3-422-98056-3.

## Arbeiten und Künstlerbücher in öffentlichen Sammlungen (Auswahl)
- Berlin, Akademie der Künste, Kupferstichkabinett, Neues Museum; Boston, USA, Public Library
- San Francisco, Public Library of San Francisco
- Paris, Frankreich, Bibliotheque nationale de France, Graphische Sammlung
- London, England, Victoria and Albert Museum, Dublin, Irland, National Art Library of Ireland
- Den Haag, Niederlande, Rijksbureau voor kunsthistorisch dokumentatie
- New York, Columbia University, Special Collections, Public Library N.Y., Metropolitainmuseum, Morgan Library, MoMA, Graphic Departement
- Köln, Museum Ludwig, Graphische Sammlung
- Berlin, Akademie der Künste, Kupferstichkabinett, Neues Museum; Nürnberg, Germanisches Nationalmuseum, Graphische Sammlung
- Marbach/Neckar, Deutsches Literaturarchiv, Schiller-Nationalmuseum
- Mainz, Gutenberg-Museum, Kunstsammlung des Landes Rheinland-Pfalz, Landesmuseum, Museum Pachen, Rockenhausen, Staatskanzlei Rheinland-Pfalz
- München, Bayerische Staats- und Universitätsbibliothek

## Ausstellungen (Auswahl)
- 1989: Museo de Arte Moderno de Buenos Aires
- 1989: MoMA PS1 Museum New York City
- 1992: Stadthalle Frankenthal, Kunstverein Die Treidler
- 1994: Hambacher Schloss, Neustadt an der Weinstraße
- 1998: Kulturbrauerei Berlin
- 1999: Musée Municipal, Colombes
- 2000: Kulturhaus im Ernst-Thälmann-Park, Berlin
- 2000: Büchergilde Gutenberg, Frankfurt am Main
- 2001: Goethe-Institut, Sankt Petersburg
- 2003: Städtische Galerie Kulturhof Flachsgasse, Speyer
- 2004: Dean Clough Galleries, Halifax (West Yorkshire), England
- 2005: University of Waikato, Neuseeland
- 2007: Museum für Vor- und Frühgeschichte (Berlin) der Staatlichen Museen zu Berlin
- 2008: Kunstverein Eisenturm (Mainz)
- 2011: St. Marienkirche Frankfurt (Oder)
- 2012: Städtische Galerie, Speyer
- 2012: Kunstmesse-KUNST direkt 2012, Mainz
- 2015: „Lichtgestalten – Heldenbilder – Bombenschutt“ in Frankenthal (Pfalz) (Kuration und eigene Werke)